# Lattou
Lattou est une commune située dans le département de Koudougou de la province de Boulkiemdé dans la région du Centre-Ouest au Burkina Faso.

## Éducation et santé
La commune accueille un centre de santé et de protection sociale (CSPS).
Le village possède deux écoles primaires publiques.